# Heynstraße
Die Heynstraße ist ein Verkehrsweg im Berliner Bezirk Pankow im gleichnamigen Ortsteil. Sie wurde in der zweiten Hälfte des 19. Jahrhunderts angelegt und nahm neben einer größeren Fabrik auf angeschlossenen kleineren Höfen Gewerbetreibende auf.

## Lage
Die Heynstraße verläuft zwischen Florastraße und der ehemaligen Trasse der Stettiner Bahn. Sie verbindet in Nord-Süd-Richtung die Florastraße mit der nach Osten verschwenkten Brehmestraße. Entlang ihres südlichen etwa 60 Meter langen Abschnitts sind beiderseits noch Reste einer früheren Kleingartenanlage erhalten. Ihre östliche Straßenseite ist von der abgeknickten Florapromenade bis zur Florastraße mit zusammenhängenden Häuserzeilen im Gründerzeitstil bebaut, gegenüber auf der Westseite finden sich Wohnzeilen etwa auf der halben Straßenlänge. Die südwärts anschließenden Flächen beherbergen Gewerbehöfe. Der Nummerierung der Häuser erfolgt in Hufeisenform von der Nummer 1 an der Florastraße südwärts bis 19, danach nordwärts zurück bis Nummer 36.

## Geschichte
Fritz Heyn, ein Fabrikbesitzer und einige Jahre stellvertretender Gemeindevorsteher in Pankow, hatte mit den Gewinnen aus seiner Fabrik große Flächen in dem damaligen Berliner Vorort aufgekauft, diese parzellieren lassen und verpachtet. Zuvor (um 1890) hatte Heyn seine Wohnung in der Florastraße 23–26 und seine Produktionsstätte für Stuhlrohre (Peddigrohre) befand sich daneben, in der Florastraße 20–22.
Als die Heynstraße 1893 erstmals im Berliner Adressbuch ausgewiesen wurde, gab es nur fünf fertige Bauten und den Gewerbehof mit der „Stuhlrohrfabrik Heyn & Co.“ (Hausnummern 10–15), alle anderen Hausnummern sind als „Baustellen“ ausgewiesen.
Im Jahr 1900 befanden sich noch 23 Grundstücke im Besitz von Fritz Heyn, darunter auch das selbstgenutzte Wohnhaus (Hausnummer 8) und die Fabrik auf mehreren Flächen.
Die Verdienste von Fritz Heyn zur Entwicklung von Pankow müssen von der Gemeinde hoch bewertet worden sein, denn die Straße erhielt ihren Namen bereits zu seinen Lebzeiten.

## Bauwerke (Auswahl)
In dieser Straße haben sich von der Erstbebauung zahlreiche Gebäude und die Höfe erhalten, die seit Anfang des 21. Jahrhunderts als Kulturdenkmale geschützt sind. Dazu gehören hinter Heyns früherer Wohnvilla (Nummer 8) ein Gartenhof mit Laube, Brunnen und Gartenskulpturen, um 1900 fertiggestellt. In der DDR-Zeit hatte sich in dem Wohnhaus die „Pankower Bezirkschronik“ mit der Heimatgeschichtssammlung etabliert und nutzte bis 1989 Räumlichkeiten. Seit dem Umzug von Chronik und Sammlung (im Jahr 2001 umbenannt in „Freundeskreis der Chronik Pankow e. V.“) zur Dietzgenstraße 42 im Ortsteil Niederschönhausen gehört das Gebäude als Standort Heynstraße zum Museumsverbund Pankow. Zu sehen sind hier der gutbürgerliche Wohnbereich der Familie Heyn in der ersten Etage, im Erdgeschoss gibt es wechselnde Sonderausstellungen.
Das Fabrikgelände in der Heynstraße 10–15 wurde als Heynhöfe bekannt. Auf dem Gelände hatten sich bereits in den 1920er Jahren weitere Hersteller angesiedelt wie die Fa. Rauchfuß, die Messwerkzeuge produzierte, und die Maschinenfabrik Sperling & Co. Die Gemeinde Pankow hatte von Heyn die Parzellen 9–12 erworben und ließ hier Wohnhäuser bauen.
Die eingeschossigen Backsteinbauten der Gewerbehöfe sollten nach der Wende zunächst abgerissen werden, was durch das Bezirksamt und engagierte Bürger, die die Heynhöfe GbR zur Verwaltung gegründet hatten, verhindert werden konnte. Das Berliner Denkmalamt hat die Höfe in seine Liste aufgenommen. Mittlerweile werden die auf den Höfen vorhandenen Bauten von mehreren Gewerbetreibenden genutzt, darunter ein Zentraler Theaterdienst, der für Theater und Filmproduktionsfirmen aus aller Welt Stoffe färbt und bedruckt. Des Weiteren finden sich die Heynstudios, Designer, Marketingfachleute, Künstler, Handwerker und seit November 2015 auch ein „Bar-Café“, das sich den Namen von Fritz Heyn gab, auf den Höfen. Zum Jahresende 2015 arbeiteten auf den Heynhöfen rund 30 Personen. Weitere Firmen wie Dr. Oetker und Toyota haben ihr Interesse an der Anmietung von Gebäuden auf den Höfen bekundet.
Heynstraße 21–24 ist ein Gebäudetrakt aus dem Jahr 1910, der als Wohnbebauung entstand und einen geräumigen Innenhof aufweist. Die Parzellen 21 bis 30 befanden sich zuvor ebenfalls im Besitz der Fabrikantenfamilie Heyn.